# Ивонка Сурвила
Иванка Сурвил (на беларуски: Івонка Сурвілла, родена Ивона Владимировна Шиманец (на беларуски: Івонка Сурвілла); 1936 г., Столбци, Столбцовски окръг, Новогрудско войводство, Полша) е беларуска социално-политическа активистка, емигрантка, лингвистка и художничка. Живее в Канада. От 1997 г. заема длъжността председател на Радата на Беларуската народна република (БНР) в изгнание.

## Биография
Баща ѝ, Владимир Шиманец, е министър на финансите в правителството на БНР в изгнание под ръководството на Василий Захарки. През 1944 г. цялото семейство бяга от Беларус в Източна Прусия, след това в Дания, Франция и Испания. Иванка получава образованието си в Сорбоната (филология). Накрая се установява в Канада през 1969 г., където работи като преводач. През 1974 г. е избрана за председател на Беларуския институт за наука и изкуство в Канада. През 1984 г. е избран за член на съвета на канадската етнокултурна Рада. Тя основава Канадския фонд за подпомагане на жертвите от Чернобил в Беларус.
От 1997 г. е председател на Радата на БНР в изгнание. В навечерието на 91-вата годишнина от обявяването на Беларуската народна република Ивонка Сурвила призовава беларусите да се стремят към демократични ценности.
През 1959 г. се омъжва за члена на Радата на БНР Янку Сурвила, директор на предаванията на беларуски на испанското национално радио. Имат две дъщери, Анна Предслава и Павлина.